# Danh sách vườn quốc gia tại Việt Nam
Vườn quốc gia tại Việt Nam là một danh hiệu được Chính phủ Việt Nam công nhận chính thức thông qua nghị định. Thông thường, vườn quốc gia nằm trên địa phận nhiều tỉnh, thành phố thì do Bộ Nông nghiệp và Phát triển Nông thôn Việt Nam quản lý còn vườn quốc gia nằm trong địa giới một tỉnh, thành phố thì do Ủy ban nhân dân tỉnh, thành phố đó quản lý. Các vườn quốc gia tại Việt Nam trải dài từ Bắc đến Nam, từ biên giới đến hải đảo xa xôi, nhằm bảo vệ hệ sinh thái tự nhiên, động thực vật, cảnh quan tự nhiên đa dạng từ những cánh rừng sương mù cận nhiệt đới (Phia Oắc - Phia Đén, rừng á nhiệt đới núi cao, rừng nhiệt đới thường xanh cho đến rừng ngập mặn ven biển của Xuân Thủy, Cát Bà, Mũi Cà Mau, hay rừng tràm trên than bùn tại U Minh Thượng và U Minh Hạ.FNR
Hiện nay Việt Nam có 34 vườn quốc gia. Cúc Phương là vườn quốc gia đầu tiên được thành lập vào năm 1966 thuộc địa bàn 3 tỉnh Ninh Bình, Thanh Hóa, Hòa Bình. Trong khi đó, vườn quốc gia mới nhất được thành lập là Sông Thanh được thành lập vào ngày 18 tháng 12 năm 2020 nằm trên địa bàn tỉnh Quảng Nam. Phong Nha - Kẻ Bàng là vườn quốc gia có diện tích lớn nhất, trong khi những cánh rừng ngập mặn tại Vườn quốc gia Xuân Thủy là vườn quốc gia có diện tích nhỏ nhất.
Các địa phương có số lượng vườn quốc gia nhiều nhất là 2 vườn quốc gia bao gồm: Kiên Giang (U Minh Thượng, Phú Quốc); Cà Mau (U Minh Hạ, Mũi Cà Mau); Bình Phước (Cát Tiên, Bù Gia Mập); Lâm Đồng (Cát Tiên, Bidoup Núi Bà); Ninh Thuận (Phước Bình, Núi Chúa), Đắk Lắk (Chư Yang Sin, Yok Đôn); Thanh Hóa (Cúc Phương, Bến En). Một số vườn quốc gia nằm tại nhiều tỉnh như là: Vườn quốc gia Hoàng Liên (Lai Châu và Lào Cai); Tam Đảo (Vĩnh Phúc, Thái Nguyên, Tuyên Quang); Cúc Phương (Ninh Bình, Hòa Bình, Thanh Hóa); Cát Tiên (Bình Phước, Lâm Đồng, Đồng Nai). Đa số các vườn quốc gia tại Việt Nam nằm trên khu vực đất liền, ngoại trừ một số vườn quốc gia bao gồm cả diện tích mặt biển là: Bái Tử Long (Quảng Ninh); Cát Bà (Hải Phòng); Mũi Cà Mau (Cà Mau); Côn Đảo (Bà Rịa – Vũng Tàu); Núi Chúa (Ninh Thuận); hai vườn quốc gia bao gồm khu vực mặt nước khác là Ba Bể (Bắc Kạn) và Xuân Thủy (Nam Định).
Phong Nha - Kẻ Bàng là vườn quốc gia duy nhất tại Việt Nam được UNESCO công nhận là Di sản thế giới từ năm 2003. Ngoài ra, một phần của Vườn quốc gia Bái Tử Long cũng nằm trong Di sản thế giới Vịnh Hạ Long. Một số vườn quốc gia khác cũng nằm trong danh sách Di sản dự kiến của UNESCO như Vườn quốc gia Cát Tiên, Cát Bà thuộc Quần đảo Cát Bà; Vườn quốc gia Ba Bể thuộc Khu di sản thiên nhiên Ba Bể-Na Hang. Một di sản dự kiến khác của Việt Nam là Hang Con Moong nằm trong Vườn quốc gia Cúc Phương.

## Danh sách các vườn quốc gia tại Việt Nam
| Vùng                          | Tên vườn quốc gia Việt Nam | Năm thành lập | Diện tích (ha)                      | Địa điểm                       |
| ----------------------------- | -------------------------- | ------------- | ----------------------------------- | ------------------------------ |
| Trung du và miền núi phía Bắc |                            |               |                                     |                                |
| Ba Bể                         | 1992                       | 7.610         | Bắc Kạn                             |                                |
| Phia Oắc – Phia Đén           | 2018                       | 10.593        | Cao Bằng                            |                                |
| Tam Đảo                       | 1986                       | 36.883        | Vĩnh Phúc, Thái Nguyên, Tuyên Quang |                                |
| Xuân Sơn                      | 2002                       | 15.048        | Phú Thọ                             |                                |
| Hoàng Liên                    | 1996                       | 38.724        | Lai Châu, Lào Cai                   |                                |
| Du Già                        | 2015                       | 15.006        | Hà Giang                            |                                |
| Đồng bằng Bắc Bộ              | Cát Bà                     | 1986          | 15.200                              | Hải Phòng                      |
| Đồng bằng Bắc Bộ              | Xuân Thủy                  | 2003          | 7.100                               | Nam Định                       |
| Đồng bằng Bắc Bộ              | Ba Vì                      | 1991          | 10.815                              | Hà Nội                         |
| Đồng bằng Bắc Bộ              | Cúc Phương                 | 1966          | 22.200                              | Ninh Bình, Thanh Hóa, Hòa Bình |
| Bắc Trung Bộ                  | Bến En                     | 1992          | 14.735                              | Thanh Hóa                      |
| Bắc Trung Bộ                  | Xuân Liên                  | 1999          | 27.668                              | Thanh Hóa                      |
| Bắc Trung Bộ                  | Pù Mát                     | 2001          | 91.113                              | Nghệ An                        |
| Bắc Trung Bộ                  | Vũ Quang                   | 2002          | 55.029                              | Hà Tĩnh                        |
| Bắc Trung Bộ                  | Phong Nha – Kẻ Bàng        | 2001          | 123.326                             | Quảng Bình                     |
| Bắc Trung Bộ                  | Bạch Mã                    | 1991          | 22.030                              | Thừa Thiên Huế                 |
| Nam Trung Bộ                  | Sông Thanh                 | 2020          | 76.670                              | Quảng Nam                      |
| Nam Trung Bộ                  | Núi Chúa                   | 2003          | 29.865                              | Ninh Thuận                     |
| Nam Trung Bộ                  | Phước Bình                 | 2006          | 19.814                              | Ninh Thuận                     |
| Tây Nguyên                    | Chư Mom Ray                | 2002          | 56.621                              | Kon Tum                        |
| Tây Nguyên                    | Kon Ka Kinh                | 2002          | 41.780                              | Gia Lai                        |
| Tây Nguyên                    | Yok Đôn                    | 1991          | 115.545                             | Đắk Lắk                        |
| Tây Nguyên                    | Chư Yang Sin               | 2002          | 58.947                              | Đắk Lắk                        |
| Tây Nguyên                    | Bidoup Núi Bà              | 2004          | 64.800                              | Lâm Đồng                       |
| Tây Nguyên                    | Tà Đùng                    | 2018          | 20.937,7                            | Đắk Nông                       |
| Đông Nam Bộ                   | Cát Tiên                   | 1992          | 73.878                              | Đồng Nai, Lâm Đồng, Bình Phước |
| Đông Nam Bộ                   | Bù Gia Mập                 | 2002          | 26.032                              | Bình Phước                     |
| Đông Nam Bộ                   | Lò Gò – Xa Mát             | 2002          | 30.022                              | Tây Ninh                       |
| Đông Nam Bộ                   | Côn Đảo                    | 1993          | 15.043                              | Bà Rịa – Vũng Tàu              |
| Tây Nam Bộ                    | Tràm Chim                  | 1994          | 7.588                               | Đồng Tháp                      |
| Tây Nam Bộ                    | Mũi Cà Mau                 | 2003          | 41.862                              | Cà Mau                         |
| Tây Nam Bộ                    | U Minh Hạ                  | 2006          | 8.286                               | Cà Mau                         |
| Tây Nam Bộ                    | U Minh Thượng              | 2002          | 8.053                               | Kiên Giang                     |
| Tây Nam Bộ                    | Phú Quốc                   | 2001          | 31.422                              | Kiên Giang                     |

## Các danh hiệu khác

### Vườn di sản ASEAN
Có 9 vườn quốc gia được công nhận Vườn di sản ASEAN đó là vườn quốc gia Hoàng Liên, Ba Bể, Chư Mom Ray, Kon Ka Kinh, U Minh Thượng và Bái Tử Long, Bidoup Núi Bà, Vũ Quang và Lò Gò - Xa Mát. Vườn di sản ASEAN là danh hiệu có giá trị để phát triển du lịch, nghiên cứu khoa học, văn hóa, giáo dục. Để được công nhận là vườn di sản, vườn quốc gia phải đảm bảo được các tiêu chí về tính tự nhiên, hoang dã, tính nguyên vẹn về hệ sinh thái, sự đa dạng và giá trị nổi bật quần thể. Các vườn di sản ASEAN phải thực thi và chịu trách nhiệm về các chính sách bảo tồn sinh vật quý hiếm sống trong khu vực Đông Nam Á.

### Di sản thế giới
Một số vườn quốc gia Việt Nam đã được UNESCO công nhận là di sản thiên nhiên thế giới như Phong Nha - Kẻ Bàng, hoặc là một phần của di sản thiên nhiên thế giới như Bái Tử Long thuộc di sản Vịnh Hạ Long.
Một số vườn quốc gia khác cũng nằm trong danh sách Di sản dự kiến của UNESCO như Vườn quốc gia Cát Tiên, Cát Bà thuộc Quần đảo Cát Bà; Vườn quốc gia Ba Bể thuộc Khu di sản thiên nhiên Ba Bể-Na Hang và Hang Con Moong nằm trong Vườn quốc gia Cúc Phương.

### Khu dự trữ sinh quyển thế giới
Nhiều vườn quốc gia là vùng lõi của khu dự trữ sinh quyển thế giới (một danh hiệu do UNESCO trao tặng) như:
- Vườn quốc gia Cát Bà là vùng lõi của Khu dự trữ sinh quyển quần đảo Cát Bà[1].
- Vườn quốc gia Xuân Thủy, cùng với Khu bảo tồn thiên nhiên Tiền Hải là vùng lõi của Khu dự trữ sinh quyển châu thổ sông Hồng[2].
- Vườn quốc gia Pù Mát, cùng với các khu bảo tồn thiên nhiên Pù Huống và Pù Hoạt là vùng lõi của Khu dự trữ sinh quyển miền tây Nghệ An[3].
- Vườn quốc gia Cát Tiên trùng ranh giới với khu dự trữ sinh quyển Cát Tiên[4].
- Các vườn quốc gia Mũi Cà Mau và U Minh Hạ cùng với dãy phòng hộ ven Biển Tây là vùng lõi của Khu dự trữ sinh quyển Mũi Cà Mau[5].
- Các vườn quốc gia U Minh Thượng và Phú Quốc, cùng với Rừng phòng hộ ven biển Kiên Lương - Kiên Hải là vùng lõi của Khu dự trữ sinh quyển ven biển và biển đảo Kiên Giang[6].

### Khu Ramsar
Công ước về các vùng đất ngập nước có tầm quan trọng quốc tế (viết tắt là Khu Ramsar) công nhận các khu bảo tồn thiên nhiên là các vùng đất ngập nước có tầm quan trọng quốc tế nhằm sử dụng bền vững chúng. Các khu vực này được đưa vào Danh sách các khu Ramsar của thế giới.
Tính đến nay (19/04/2013), Việt Nam có 9 khu Ramsar của thế giới, trong đó có nhiều vườn quốc gia:
- Vườn quốc gia Xuân Thủy - Nam Định
- Vùng đất ngập nước Bàu Sấu thuộc Vườn quốc gia Cát Tiên - Đồng Nai
- Hồ Ba Bể - Bắc Kạn
- Vườn quốc gia Tràm Chim[7], huyện Tam Nông, tỉnh Đồng Tháp
- Vườn quốc gia Mũi Cà Mau, thuộc huyện Ngọc Hiển, Cà Mau (2013)
- Vườn quốc gia Côn Đảo (2014)
- Khu bảo tồn đất ngập nước Láng Sen, tỉnh Long An (2015)[8]
- Vườn quốc gia U Minh Thượng, tỉnh Kiên Giang (2016)
- Khu bảo tồn thiên nhiên đất ngập nước Vân Long - Ninh Bình (2019)

## Hình ảnh

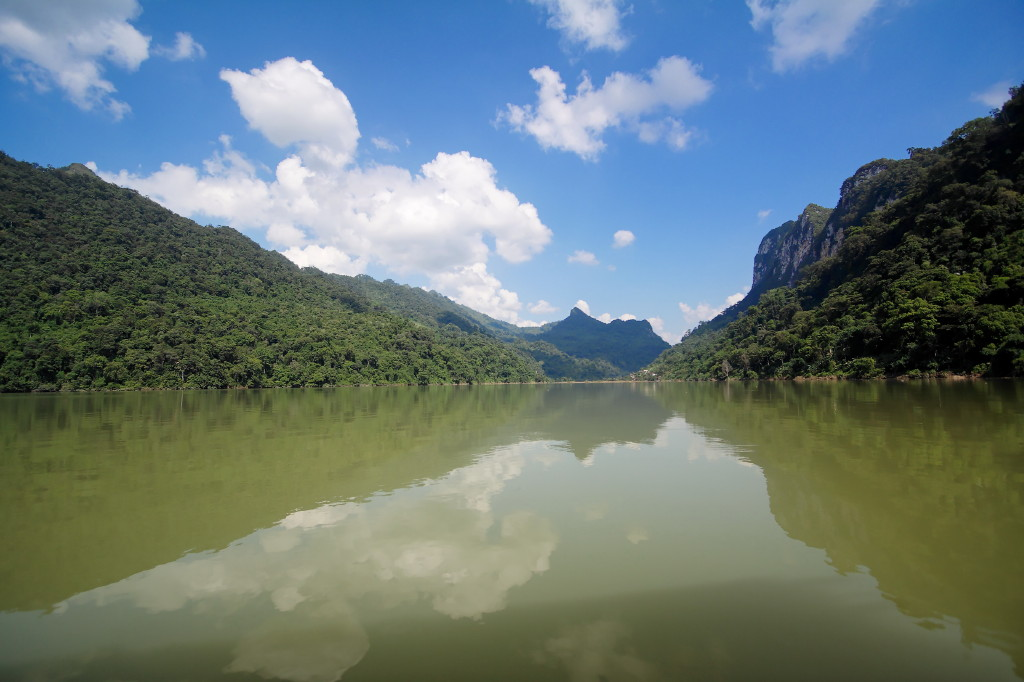
VQG Ba Bể
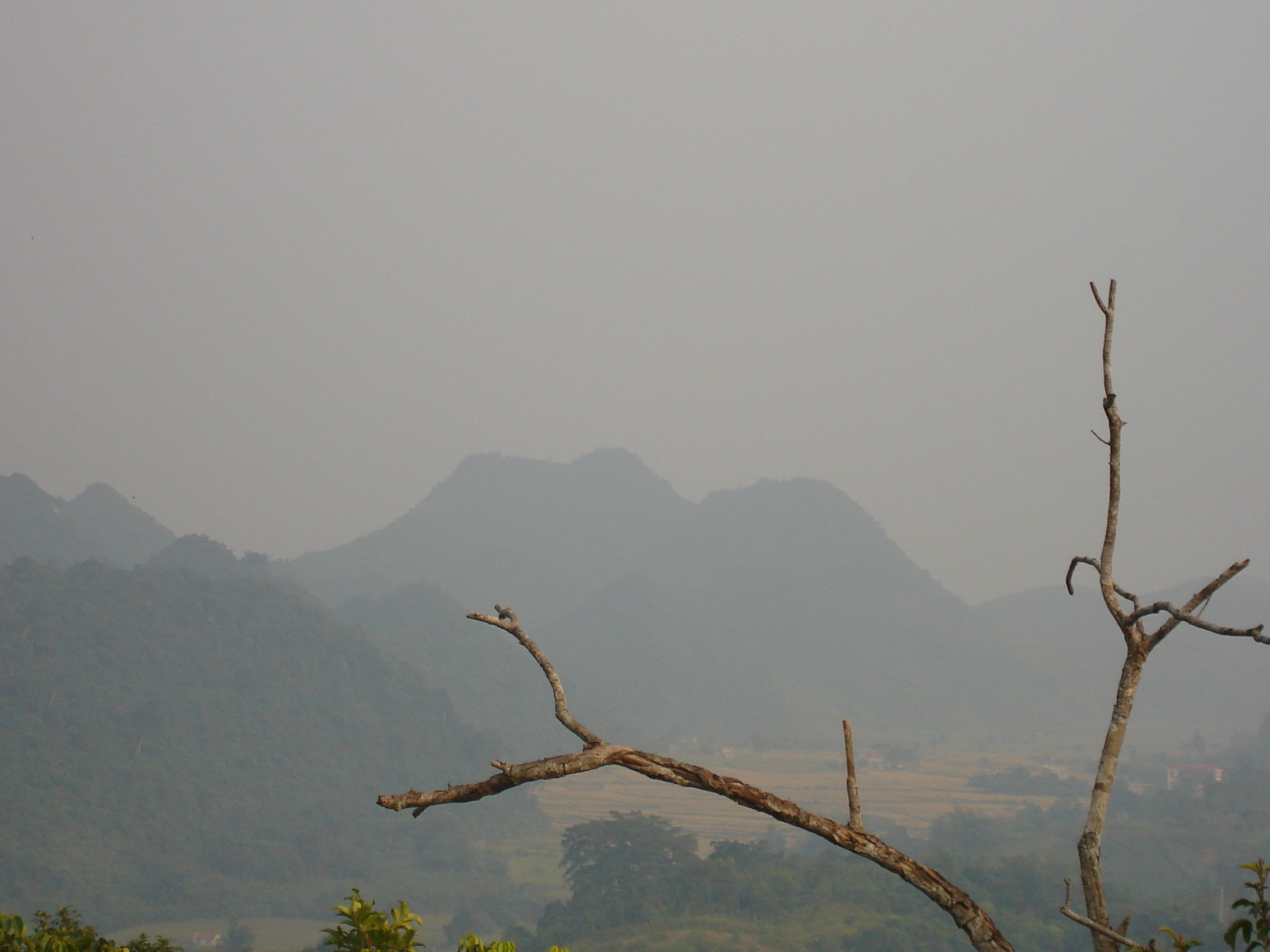
VQG Cúc Phương
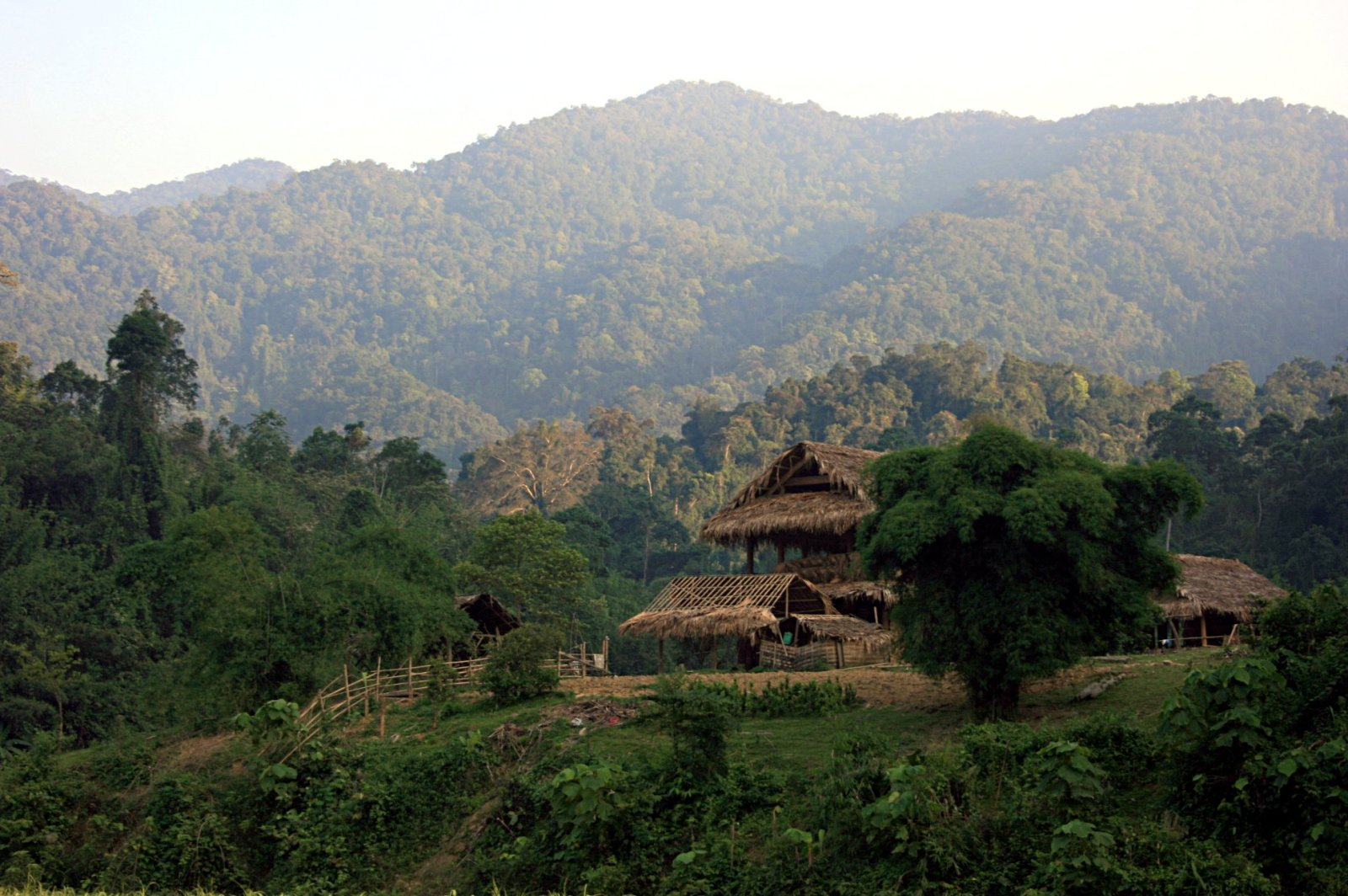
VQG Pù Mát
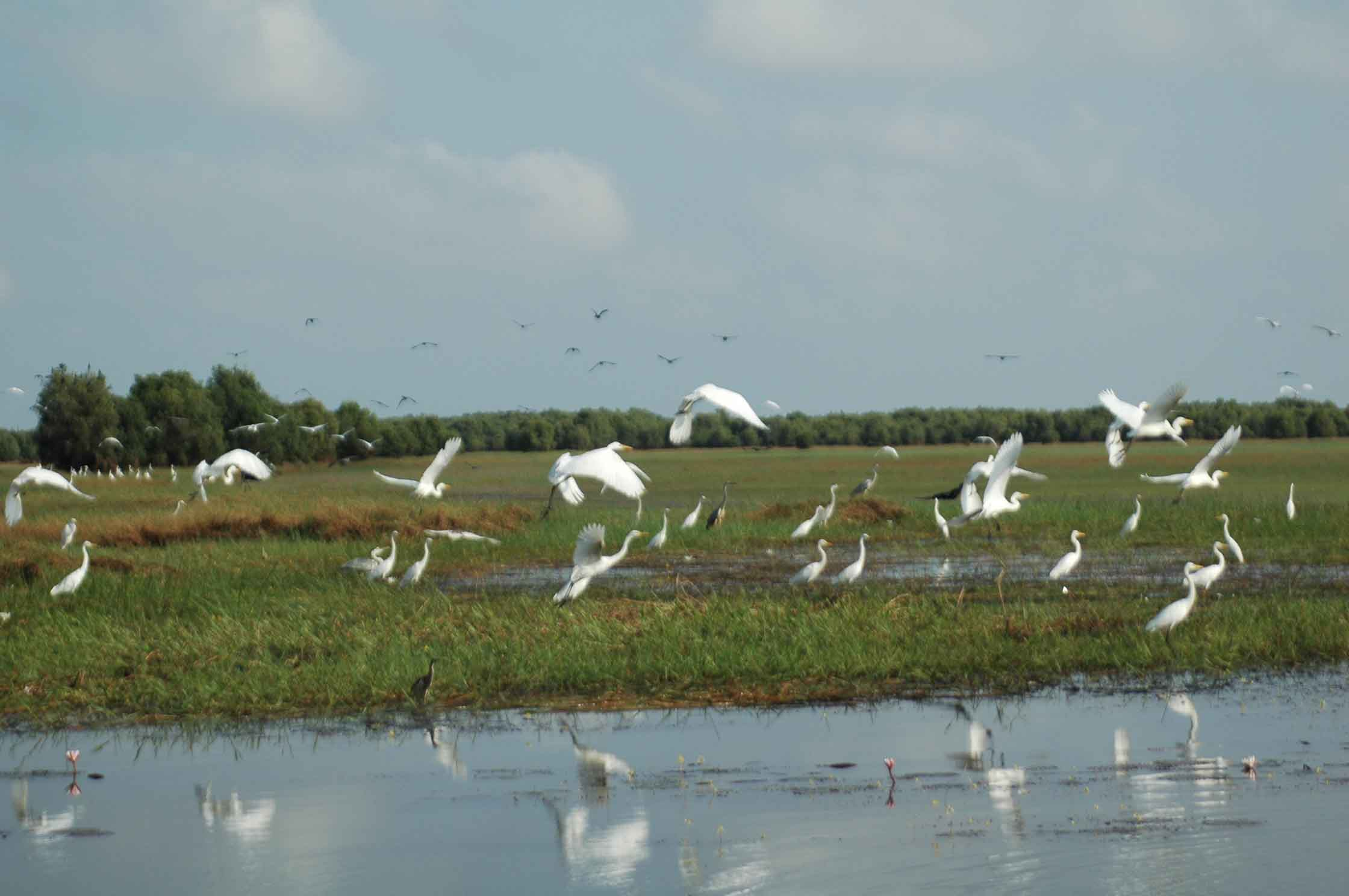
VQG Tràm Chim
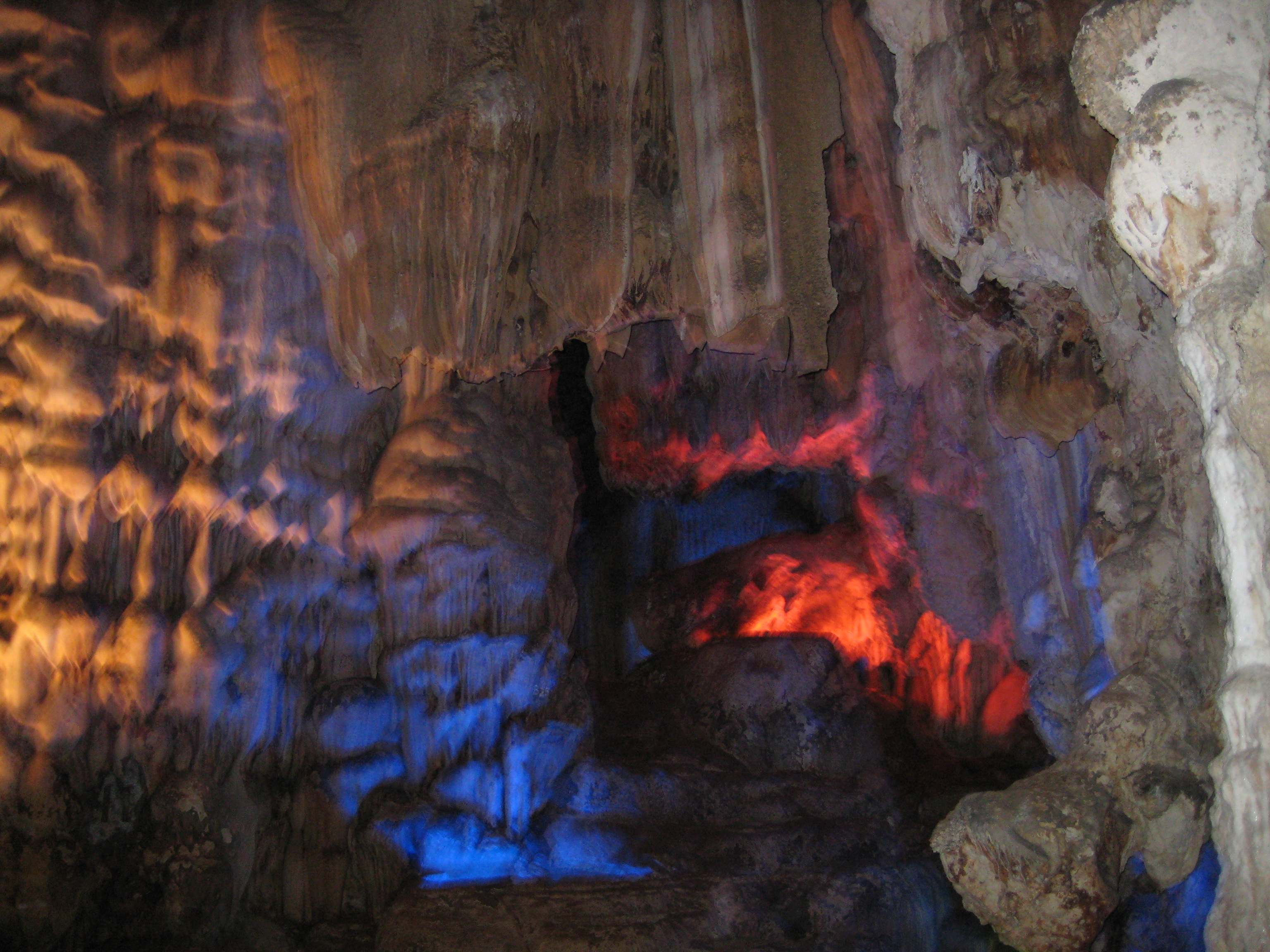
VQG Phong Nha - Kẻ Bàng
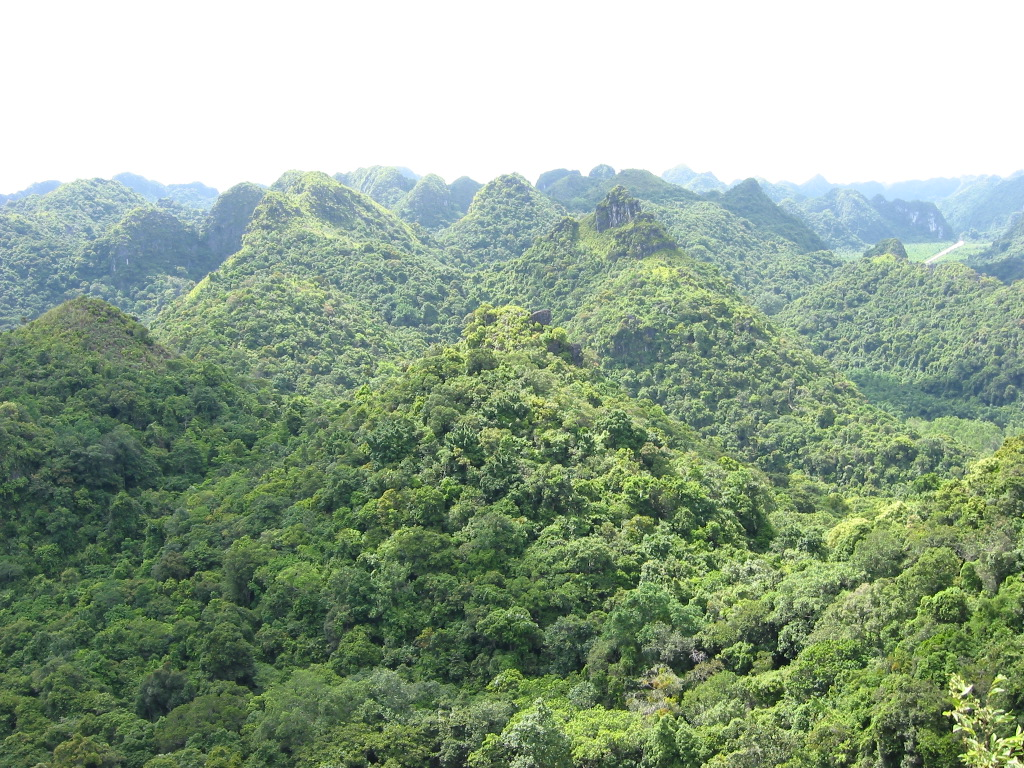
VQG Cát Bà
VQG Kon Ka KinhVQG Kon Ka Kinh
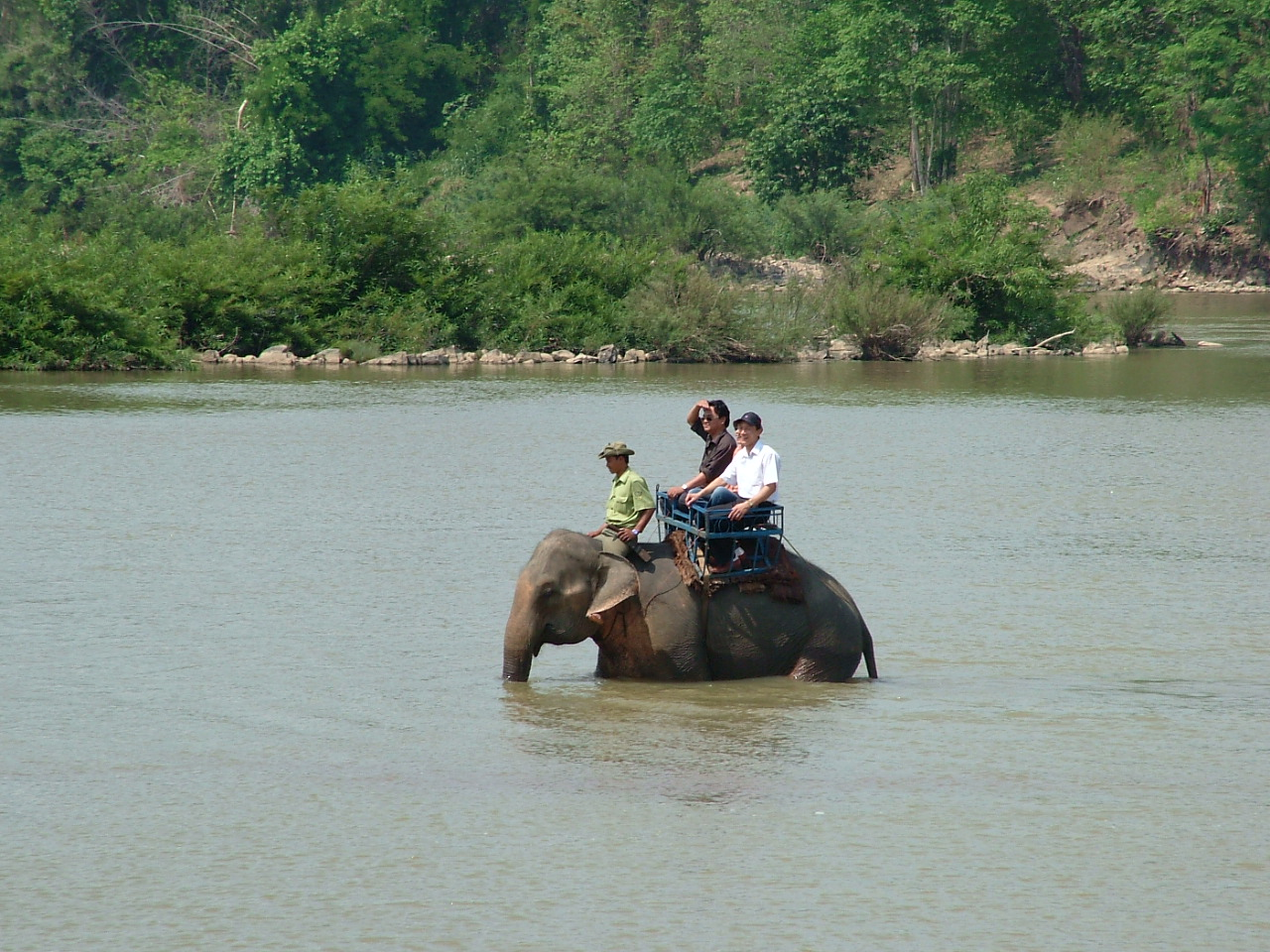
VQG Yok Đôn